# Клофазимін
Клофазимі́н — синтетичний протилепрозний засіб для перорального застосування. Клофазимін уперше синтезований у 1954 році групою науковців Триніті Коледжу із ірландської столиці Дубліна. Спочатку він вивчався для застосування проти туберкульозу, але був визнаний неефективним проти цього захворювання, і лише у 1959 році було встановлено його ефективність проти збудника лепри. Після успішних клінічних досліджень у Нігерії у 60-х роках ХХ століття, швейцарська фармацевтична компанія «Novartis» розпочала випуск препарату в 1969 році під торговельною маркою «Лампрен».

## Фармакологічні властивості
Клофазимін — синтетичний протилепрозний препарат, що є похідним імінофеназину. Препарат має бактеріостатичну дію, що пов'язана з порушенням синтезу ДНК в бактеріальних клітинах. До клофазиміну чутливими є мікобактерія лепри, туберкульозна паличка, а також і атипові мікобактерії. До інших бактерій препарат неактивний. Застосовується переважно у складі комплексної терапії.

### Фармакокінетика
Клофазимін при пероральному прийомі всмоктується повільно. Біодоступність препарату складає від 20 до 85 % і зростає при прийомі клофазиміну з їжею. Максимальна концентрація в крові препарату досягається протягом 8—12 годин. Клофазимін створює високі концентрації в жировій тканині, жовчі та клітинах системи мононуклеарних фагоцитів, у периферичних нервах. Препарат проходить через плацентарний бар'єр та виділяється в грудне молоко. Клофазимін метаболізується в організмі у незначних кількостях в печінці, виводиться переважно в незміненому вигляді з калом. Препарат може повтовно всмоктуватися в кишечнику та виводиться після цього з жовчю та сечею. Період напіввиведення клофазиміну складає в середньому 10 діб, у худих людей період напіввиведення скорочується.

## Показання до застосування
Клофазимін застосовують при лікуванні різних форм лепри як монотерапію, так і в складі комбінованої терапії із рифампіцином та дапсоном. Клофазимін застосовують у схемах лікування полірезистентного туберкульозу легень.

## Побічна дія
При застосуванні клофазиміну можливі наступні побічні ефекти:
- З боку шкірних покривів — дуже часто (більше 10 %) забарвлення поту в червоно-помаранчевий колір, забарвлення шкіри в червоний колір, іхтіоз, сухість шкіри; часто (1—10 %) свербіж шкіри, гіперемія шкіри; нечасто (0,1—1 %) висипання на шкірі, фотодерматоз; дуже рідко синдром Лаєлла.
- З боку травної системи — дуже часто (більше 10 %) нудота, блювання, тривала діарея (нечасто з проявами еозинофільного ентериту), знебарвлення калу; нечасто (0,1—1 %) анорексія; дуже рідко (менше 0,01 %) кишкова непрохідність, запор, жовтяниця, гепатит, крововиливи у шлунково-кишковому тракті.
- З боку нервової системи — ; часто (1—10 %) зниження гостроти зору; нечасто (0,1—1 %) головний біль та запаморочення, макулопатія та відкладення у рогівці; дуже рідко (менше 0,01 %) сонливість та депресія.
- Інші побічні ефекти — дуже часто (більше 10 %) прогресуюча втрата маси тіла, забарвлення рогівки, сліз, сечі та мокроти в червоний колір; дуже рідко (меше 0,01 %) гарячка, лімфаденопатія, інфаркт селезінки, анемія (іноді тяжкого ступеня).[4]

## Протипоказання
Клофазимін протипоказаний при підвищеній чутливості до препарату, дітям з масою тіла менше 50 кг, вагітності та годуванні грудьми. З обережністю препарат застосовують при нирковій та печінковій недостатності.

## Форми випуску
Клофазимін випускається у вигляді желатинових капсул по 0,05 та 0,1 г.